# 代詞
代詞（英语：pronoun），又叫代名詞，在語言學和語法學中是指代替名詞或名詞短語的形式詞（是否附加限定詞各個語言不同），如汉语的“你”、“我”、“他”，英语的“you”、“this”，法語的“nous”、“elle”等。問句中代替被詢問物體的代詞叫做疑問代詞，比如“誰”等。

## 附帶含義
代詞在不同語言中分類也不同，不過大體上包括人稱代詞、物主代詞、復指代詞（反身代詞）、指示代詞、不定代詞、疑問代詞、連接代詞、關係代詞等等。
- 代詞通常會顯示出人稱和數的區別：一般區分第一、第二和第三人稱，以及單複數等。也有很多語言的代詞會顯示格的區別（如英語中第一人稱複數主格“we”和賓格“us”），性的區別（如法語中的陽性“il”和陰性“elle”）或是否是生物的區別（如正體中文中的“牠”和“它”）。同一語言內隨方言不同代詞也有很多變化。

- 有一些語言的第一人稱代詞區分“涵蓋詞”和“排外詞”，如北京話口語中，如果和特定對方交談時（不是泛指），包括聽者一般會用“咱們”，不包括聽者用“我們”。但“我們”有的時候也可以泛指包括聽者，這種情況在其他地區更明顯，很多會一概用“我們”代替（有的方言中沒有“咱們”這個詞）；很多地方這兩個詞的意思還會正好相反。巴布亞新幾内亞的托克皮辛語也有類似的區別。

- 如"he","she","it"等皆傳達第三人稱之意的英文代詞。

- 斯拉夫語族有兩种第三人稱屬格代詞。如在塞爾維亞語中：

Ana je dala Mariji njenu knjigu. = 安娜把（她的）書給瑪利亞了（njenu是非反身代詞，即書是瑪利亞的）。
Ana je dala Mariji svoju knjigu. = 安娜把（她的）書給瑪利亞了（svoju是反身代詞，即書是安娜自己的）。
- 代詞可以包含恭敬與謙卑等情緒。很多語言的代詞分為正式場合和非正式場合用，尤其是第二人稱代詞更是如此。如德語中的“Sie”和“du”同樣都是“你”的意思，但前者較禮貌。羅曼語族中有種現象叫做“T-V區分”，來自於代詞開頭的t或v（如法語中的“tu”和“vous”）。日语中该类代词甚至有三套以上，如表示你的“あなた”、“きみ”、“おまえ”等。現代漢語已經失去了大多數此類代詞，在日常口語普通話中僅有“您”等極少數。

- 通常代詞也能夠區分語法上的差別。如羅曼語族的名詞已經失去了拉丁語的名詞格變化現象，而代詞的變格卻保留了下來。屬於日耳曼語族的英語也是如此。沒有第三人稱代詞的現象也不少見。這些語言通常用指示代詞（“這”、“那”等）或完整的名詞短語來代替第三人稱名詞。拉丁語就沒有第三人稱代詞，而是用指示代詞統統代替（這些指示代詞實際上就是後來所有羅曼語言人稱代詞的來源）。

## 其他
日語和韓語中的代詞情況複雜，大部分情況下代詞是放在名詞之下討論的，代詞和名詞之間的區別很模糊，不像大多數歐洲語言中將代詞單獨列出考慮一樣。通常由專有人名、指示詞和頭銜稱呼代替指示名詞。而且在對話雙方了解主語是什麽的情況下，一般更是不會出現明顯的指代（漢語中也有這種現象，但程度沒有這麽深）。日語中主語並不是必須的，説話人根據自己和對方的性別、等級、年齡、工作等等區別來選擇用詞。

## 代詞脫落語
有一些語言中，當需要指代某個名詞或名詞短語時，必須要有代詞來填補位置，甚至連沒有先行詞時也需要（很明顯的例子就是英語，即使“下雨”也要用“it rains”來標示）。不過其他不少語言中，當上下文明確時代詞往往不需要。這些語言稱為代詞脫落語，最典型的就是日語。有些情況下，需要指代的事物從動詞中就能夠看岀來，根據動詞屈折變化體現岀的人稱/數量來判斷，如巴斯克語。上述兩者在我愛你等例句中皆無主語及賓語。

## 多元共融
自2020年代起，美國興起了一陣多元共融的潮流，本身以性別區分的代詞（he/him和she/her）被部分2SLGBTQ+人士認為對其不適用，要求別人稱呼他/她為本身有眾數含意的they/them，甚至另行創作出新的代詞ze/zir。

## 延伸閱讀
- Wales, Katie.  Digital print. New York: Cambridge University Press. 1995. ISBN 9780521471022.

## 外部連結
- English pronouns exercises（页面存档备份，存于）, by Jennifer Frost